# Liste von Seebrücken in Deutschland
Die Liste von Seebrücken in Deutschland umfasst bestehende und ehemalige Seebrücken an der deutschen Nord- und Ostseeküste.

## Liste
| Name                                     | Ort                               | Bundesland | Länge (m) | Jahr der Eröffnung         | Beschreibung | Bild                              |
| ---------------------------------------- | --------------------------------- | ---------- | --------- | -------------------------- | --- | --------------------------------- |
| Seebrücke Ahlbeck ()                     | Ahlbeck Ostseeheilbad             | MV         | 280       | 1882                       | 1898 als Seesteg errichtet. Im Winter 1941/1942 zerstörten Eisgang und Sturmflut den Anlegesteg, dieser wurde Anfang der 1990er Jahre wiederaufgebaut. Seit 1986 steht die älteste deutsche Seebrücke unter Denkmalschutz. |                                   |
| Seebrücke Bansin                         | Bansin Ostseeheilbad              | MV         | 285       | vor 1900                   | um 1950 wegen Baufälligkeit abgetragen, nach 1990 Neubau mit Bootsanleger. |                                   |
| Seebrücke Binz ()                        | Binz Ostseebad                    | MV         | 370       | 1994                       | Ursprünglich 1902–1904, 560 m lang, zerstört, Neubau 1906, zerstört 1942. Dritte Brücke mit Bootsanleger Neubau 1994. |                                   |
| Seebrücke Boltenhagen ()                 | Boltenhagen Ostseeheilbad         | MV         | 290       | 1992                       | Vorgängerbau von 1911 war 300 m lang. Durch Eisgang 1941/42 zerstört. 1992 Neubau mit Bootsanleger. |                                   |
| Seebrücke Dahme ()                       | Dahme Ostseeheilbad               | SH         | 205       | 1979                       | 1912–1922 erste Brücke 275 m, um 1930–1942 zweite Brücke, 1960–1979 dritte Brücke, alle wurden durch Eisdrift zerstört. Neue, vierte Brücke 400 m nördlich der Alten errichtet. |                                   |
| Seebrücke Devin ()                       | Stralsund Hansestadt              | MV         | 115       | 2011                       | Die Seebrücke in Devin wurde Ende Juni 2011 eröffnet. |                                   |
| Seebrücke zum Leuchtturm                 | Dorum                             | NS         | 120       | 2003                       | Seebrücke zum historischen Leuchtturm Obereversand von 1887. |                                   |
| Seebrücke Dranske                        | Dranske                           | MV         | 170       | 1954                       | 1912 erste Brücke, 1954 Holzbrücke als Anlegestelle, 1985/86 Brücke durch Eisgang vollständig zerstört. 1987 Wiederaufbau, 2000 Abriss wegen Baufälligkeit. 2009 neue Brücke auf Stahlbetongründung errichtet. |                                   |
| Seebrücke Glücksburg                     | Glücksburg Ostseeheilbad          | SH         | 140       | 2017                       | Seebrücke mit Schiffsverkehr |                                   |
| Seebrücke Göhren ()                      | Göhren Ostseebad                  | MV         | 350       | 1993                       | 1912 Seebrücke am Nordstrand 126 m, 1934–1950er auf 450 m verlängert. 1993 Neubau mit Brückenhaus und Bootsanleger. Reste der historischen Schwedenbrücke von 1812 sind am Südstrand noch erkennbar. |                                   |
| Seebrücke Graal-Müritz ()                | Graal-Müritz Ostseeheilbad        | MV         | 350       | 1993                       | Erste Vorgängerbrücken seit 1882 in der Ortschaft Müritz und später in Graal wurden immer wieder durch Sturmflut, schweren Seegang und starke Eisbildung, letztmalig 1941, zerstört. 1993 wurde ein Neubau auf Stahlrohrpfählen und mit Bootsanleger errichtet. |                                   |
| Seebrücke Großenbrode ()                 | Großenbrode Ostseeheilbad         | SH         | 350       | 1979                       | Neubau am Südstrand |                                   |
| Seebrücke Grömitz ()                     | Grömitz Ostseeheilbad             | SH         | 398       | 1984, 2022                 | 1912 errichtete, 480 m lange Seebrücke wurde durch Eisgang 1942 zerstört. Neubau 1984 als längste Seebrücke Schleswig-Holsteins mit Schiffsverkehr. Seit 2009 am Ende mit einer Tauchgondel. Anfang 2022 Umbau zur Erlebnisseebrücke mit zwei Plattformen und Sonnendeck. |                                   |
| Seebrücke Haffkrug ()                    | Haffkrug Ostseeheilbad            | SH         | 230       | Sept. 2024                 | Die erste Seebrücke wird 1940 im Eisgang zerstört. Eine zweite Brücke aus Holz wird durch Eis und Sturm-Hochwasser zerstört 1962 - 1980. Die dritte eine Brücke, 165 Meter aus Stahlbeton 1990 - 2022. Ein Neubau einer modernen Seebrücke mit Doppelspitze, begann 2023 und wurde 2024 am 28. September in Betrieb genommen. |                                   |
| Überseebrücke ()                         | Hamburg Hansestadt                | HH         | 119       | 1968                       | Die Brücke wurde 1927 für die Reederei Hamburg Süd als überdachte Stahlbogenkonstruktion gebaut. Während des Krieges wurde sie zerstört. Von 1957 bis 1968 wurde die Fußgängerbrücke, bestehend aus fünf Elementen, wie alten Anlegern erneuert. Von 2012 bis 2015 erfolgte eine umfangreiche Sanierung und ein neuer Kopfbau. Der Zugangssteg endet auf einem Ponton und reicht bis in das Fahrwasser der Elbe. |                                   |
| Seebrücke Heiligenhafen ()               | Heiligenhafen                     | SH         | 360       | 2012                       | Erlebnis-Seebrücke in einmaliger Zick-Zack Form. |                                   |
| Seebrücke Heiligendamm                   | Heiligendamm Ostseeheilbad        | MV         | 200       | 1993                       | Vor 1887 gab es den ersten damaligen Seesteg. Neubau der Seebrücke 1993, 2012 wegen Sicherheitsmängeln gesperrt. |                                   |
| Seebrücke Heringsdorf ()                 | Heringsdorf Ostseeheilbad         | MV         | 508       | 1995                       | 1893 – 1958 durch Brandstiftung zerstört. 1995 Neubau mit Restaurant und Bootsanleger. |                                   |
| Hohwachter Flunder ()                    | Hohwacht Ostseeheilbad            | SH         | 60        | 2004                       | Touristische Sehenswürdigkeit und modernes Wahrzeichen der kleinen Gemeinde. |                                   |
| Seebrücke Juist                          | Juist Nordseeheilbad              | NI         | 350       | 2007                       | Seebrücke an der Spitze mit Seezeichen und Aussichtsplattform. |                                   |
| Seebrücke Kellenhusen                    | Kellenhusen Ostseeheilbad         | SH         | 305       | 2007                       | 2004/05 Seebrücke durch Witterung stark beschädigt. Neubau einer modernen Brücke mit drei Themenbereichen: fest installierte Hängematten, Einstieg in die Ostsee über Stahltreppe und Aussichtsplattform und Bootsanleger am Brückenkopf. |                                   |
| Seebrücke Koserow                        | Koserow Ostseebad                 | MV         | 280       | 2021                       | Erste Brücke im Sturm- und Eiswinter 1941/42 zerstört. Neue Brücke von 1993 wurde 2013 wegen Baumängeln gesperrt und abgebaut. Neubau 2021 in geschwungener Form, am Brückenkopf Glockenturm von Vineta mit zwei Bronzeglocken. |                                   |
| Seebrücke Kühlungsborn ()                | Kühlungsborn Ostseeheilbad        | MV         | 240       | 1991                       | Vorgängerbrücke 1906 als Landungssteg für die Dampfschifffahrt. |                                   |
| Seebrücke Langballigau ()                | Langballigau                      | SH         | 70        |                            | An der Hafenausfahrt, Verlängerung durch Seebrücke. |                                   |
| Seebrücke Lubmin                         | Lubmin Ostseebad                  | MV         | 350       | 1992                       | 1928 Bau der ersten Seebrücke, es wurde nach Öffnung noch ein Brückenzoll erhoben. Neubau der Seebrücke 1992 mit Bootsanleger. |                                   |
| Seebrücke Neustadt                       | Neustadt                          | SH         | 75        |                            | Seebrücke mit querlaufendem Badesteg am Strandbad vor der DLRG-Wasserrettungsstation. |                                   |
| Seebrücke Niendorf                       | Niendorf                          | SH         | 185       | 2014                       | Die im Jahr 1966 errichtete Seebrücke wurde in den Wintern 2012/2013 und 2013/2014 schwer beschädigt, 2014 wurde sie durch neue Seebrücke ersetzt. |                                   |
| Seebrücke Ostermade                      | Ostermade                         | SH         |           |                            | |                                   |
| Seebrücke Pelzerhaken                    | Pelzerhaken Seebadeort            | SH         | 85        |                            | Webcam an der Seebrücke |                                   |
| Seebrücke Prerow ()                      | Prerow Ostseebad                  | MV         | 720       | Oktober 2024               | Neubau von 394 m von 1993 - 2022. Zusammen mit einem Inselhafen entstand 2022 eine neue, auf 720 m verlängerte Seebrücke. Es ist die längste Seebrücke im Ostseeraum mit Bootsanlieger und Stützpunkt für den DGzRS-Rettungskreuzer. |                                   |
| Seebrücke Rerik                          | Rerik Ostseebad                   | MV         | 170       |                            | 1992 Neubau von 170 m. Die Seebrücke ist seit 2020 gesperrt. Seit Mitte 2024 ist die Seebrücke zurückgebaut und wird neu aufgebaut. |                                   |
| Pier im IGA-Park Rostock ()              | Rostock Hansestadt                | MV         | 250       | 2003                       | Im Zusammenhang mit der Internationalen Gartenbauausstellung 2003 in Rostock wurde die Seebrücke errichtet. Seit 2016 ist sie gesperrt. Seit 2023 erfolgt die Renovierung und Umbau mit Wasserpark Supieria. Wiedereröffnung erfolgte zur Saison am 18. April 2025. |                                   |
| Seebrücke Sassnitz ()                    | Sassnitz Ostseebad                | MV         | 105       | um 1900                    | Um 1900 entstanden am Strand eine Seebrücke und an der Strandpromenade eine Landungsbrücke. Durch Wind und Wellen, Sturm und Eisgang und letztlich auch durch Kriegseinwirkungen haben diese Brücken nicht überlebt. Erst 1993 erfolgte der Neubau der Seebrücke. Seit 2016 ist die Seebrücke gesperrt. In der Stadtvertretung denkt man seit 2021 an eine Restaurierung und Nutzung als Badeplattform. Auf Initiative des Gewerbevereins mit Spendenaufruf und lokaler Handwerksbetriebe begann seit Mai 2025 die schrittweise Wiederherstellung des Seestegs. |                                   |
| Seebrücke Sankt Peter-Ording             | Sankt Peter-Ording Nordseeheilbad | SH         | 1089      | 1926                       | Seit 1926 gab es Strandbrücken zu den Sandbänken. Von der Promenade am Seebrücken-Vorplatz führt hinter den Dünen die Seebrücke über die Salzwiesen bis zum Strand mit den Pfahlbauten der Arche Noah und der Station der DLRG. Mit ihren 1.089 Metern verbindet sie im Ortsteil St. Peter-Ording Bad das Zentrum mit der Badestelle. |                                   |
| Seebrücke Scharbeutz ()                  | Scharbeutz Ostseeheilbad          | SH         | 310       | Mai 2025                   | 1909 errichtete erste hölzerne Seebrücke wurde 1940 durch Eisgang zerstört. 1956 wurde eine zweite Seebrücke errichtet. Von 1997 - 2022 gab es eine Stahlbetonbrücke mit einer Länge von 260 m. 2023 begann der Neubau einer modernen Erlebnis-Seebrücke mit einem asymmetrisch geschnittenen Brückenkopf auf einer großen Plattform. Mit einem mehrtägigen Bürgerfest erfolgte zum 1. Mai 2025 die Eröffnung. |                                   |
| Seebrücke Schönberger Strand             | Schönberg Ostseebad               | SH         | 250       | 2001                       | Im Juni 1912 war die erste Seebrücke im Auftrag von Gastwirten gebaut worden. Am 3. August 1914 wurde sie von Soldaten in die Luft gesprengt, um den Feind an der Landung zu hindern. 2001 wurde die neue Seebrücke eröffnet. |                                   |
| Seebrücke Sellin ()                      | Sellin Ostseebad                  | MV         | 394       | 1998                       | Die erste 508 m lange Seebrücke mit Restaurant von 1906 wurde 1941/42 durch Eisgang zerstört. Das Brückenhaus-Restaurant wurde 1978 abgerissen. Von 1992 bis 1998 erfolgte der Neuaufbau, die Seebrücke verfügt über ein Restaurant-Pavillon in Strandnähe über dem Wasser sowie seit 2008 am Brückenkopf über eine Tauchgondel. |                                   |
| Seebrücke Süssau                         | Süssau                            | SH         |           |                            | Neubau der Seebrücke zusammen mit der Erneuerung der Promenade. |                                   |
| Seebrücke Seeschlösschen                 | Timmendorfer Strand Ostseeheilbad | SH         | 150       | 2012                       | Erste Seebrücke vor dem Seeschlößchen 1953. Durch Sturmflut 1989 zerstört und wieder aufgebaut. 2010/11 erfolgte ein Neubau mit Restaurant und Bootsanleger am Brückenkopf. Seit 2017 mit erheblichen Baumängeln. |                                   |
| Maritim Seebrücke Timmendorfer Strand () | Timmendorfer Strand Ostseeheilbad | SH         | 427       | Sept. 2024                 | Erste Seebrücke 1908 bis Anfang der 1940er, Neubau 1976 mit 275 m Länge bis 2021, dann Abriss. Für 11,8 Mio. Euro erfolgte bis 2024 der Bau einer neuen Seebrücke mit einer Schlingenform als Rundweg und damit einer abgewickelten Gesamtlänge von 427 m. Zusätzlich besitzt die Brücke zwei Anleger, einen für die Bäderschiffe und einen etwa 20 Meter langen Anleger für Sportboote. |                                   |
| Seebrücke Travemünde                     | Travemünde Ostseeheilbad          | SH         | 40        |                            | |                                   |
| Seebrücke Weißenhäuser Strand            | Weißenhäuser Strand Ostseebad     | SH         | 120       |                            | Im Naturschutzgebiet Weißenhäuser Brök am Strand. |                                   |
| Seebrücke Wendorf ()                     | Wendorf                           | MV         | 350       | 1992                       | 2015 nach über einjähriger Renovierung wieder eröffnet |                                   |
| Seebrücke Wustrow ()                     | Wustrow Ostseeheilbad             | MV         | 240       | 1993                       | Seit 1886 gab es verschiedene Brückenkonstruktionen aus Holz, die immer wieder verlängert wurden. Von September 1992 bis April 1993 wurde mit finanziellen Mitteln des Landes Mecklenburg-Vorpommern die Seebrücke im Auftrag der Gemeinde/Kurverwaltung Wustrow wieder neu errichtet. Seit 2014 befindet sich auch das Leuchtfeuer Wustrow auf der Brücke. |                                   |
| Seebrücke Zempin                         | Zempin Ostseebad                  | MV         |           | 1933 bis Zweiter Weltkrieg | nicht erhalten. | Seebrücke und Luftschiff, um 1930 |
| Seebrücke Zingst ()                      | Zingst Ostseeheilbad              | MV         | 270       | 1993                       | Neubau nach Verschleiß und Zerstörung durch Eisgang. Seit 2013 am Ende mit einer Tauchgondel. |                                   |
| Seebrücke Zinnowitz ()                   | Zinnowitz Ostseebad               | MV         | 315       | 1993                       | Eine erste Seebrücke wurde 1908/09 errichtet und durch Verwitterung und Packeis zerstört und in den 1940er Jahren abgetragen. 1993 wurde die heutige Brücke errichtet und hat seit 2006 am Ende die erste Tauchgondel an einer Ostsee-Seebrücke. |                                   |